# Wereldkampioenschappen wielrennen 2014 - Individuele tijdrit vrouwen junioren
De 20e editie van de individuele tijdrit voor vrouwen junioren op de wereldkampioenschappen wielrennen werd gehouden op 22 september 2014. In 2013 won de Franse Séverine Eraud. Deze editie werd gewonnen door de Australische Macey Stewart.

## Belgen en Nederlanders
Namens België nam Eva Maria Palm deel, ze werd 31e. Nederland vaardigde drie rensters af. De Europees kampioene Aafke Soet werd achtste, Chanella Stougje 21e en Jeanne Korevaar eindigde op plek 26.

## Uitslag
| Individuele tijdrit vrouwen junioren |                      |        |
| Plaats                               | Naam                 | Tijd   |
| Goud                                 | Macey Stewart        | 20'08" |
| Zilver                               | Pernille Mathiesen   | +10"   |
| Brons                                | Anna-Leeza Hull      | +13"   |
| 4                                    | Alexandra Manly      | z.t.   |
| 5                                    | Emma White           | +26"   |
| 6                                    | Greta Richioud       | z.t.   |
| 7                                    | Melissa Lowther      | +27"   |
| 8                                    | Aafke Soet           | +28"   |
| 9                                    | Daria Pikulik        | +38"   |
| 10                                   | Daria Jegorova       | +44"   |
| 11                                   | Camila Valbuena      | +50"   |
| 12                                   | Lisa Klein           | +51"   |
| 13                                   | Alice Gasparini      | +52"   |
| 14                                   | Sofia Bertizzolo     | +55"   |
| 15                                   | Janelle Cole         | +1'02" |
| 16                                   | Milda Aužbikavičiūtė | +1'06" |
| 17                                   | Jekaterina Joeraitis | +1'08" |
| 18                                   | Natalia Radzicka     | z.t.   |
| 19                                   | Kiyoka Sakaguchi     | z.t.   |
| 20                                   | Faina Potapova       | +1'10" |
|                                      |                      |        |
| 31                                   | Eva Maria Palm       | +1'29" |

## Prijzengeld
De UCI keerde prijzengeld uit aan de top-3. Het te verdelen prijzengeld bedroeg €1.380,-.
| Positie | 1e     | 2e     | 3e     | Totaal   |
| Bedrag  | €767,- | €383,- | €230,- | €1.380,- |